# Eurobrun ER189
Chronologie des modèles (1989)
Eurobrun ER188B Eurobrun ER189B
L'Eurobrun ER189 est la monoplace de Formule 1 engagée par l'équipe Eurobrun Racing dans le cadre du championnat du monde de Formule 1 1989. Elle débute en championnat lors de la deuxième partie de la saison, au Grand Prix d'Allemagne où elle succède à l'Eurobrun ER188B. Elle est pilotée par le pilote suisse, novice en Formule 1, Gregor Foitek qui quitte ensuite l'équipe et est remplacé par Oscar Larrauri, qui pilotait chez Eurobrun la saison précédente.

## Historique

### La conception de l'ER189

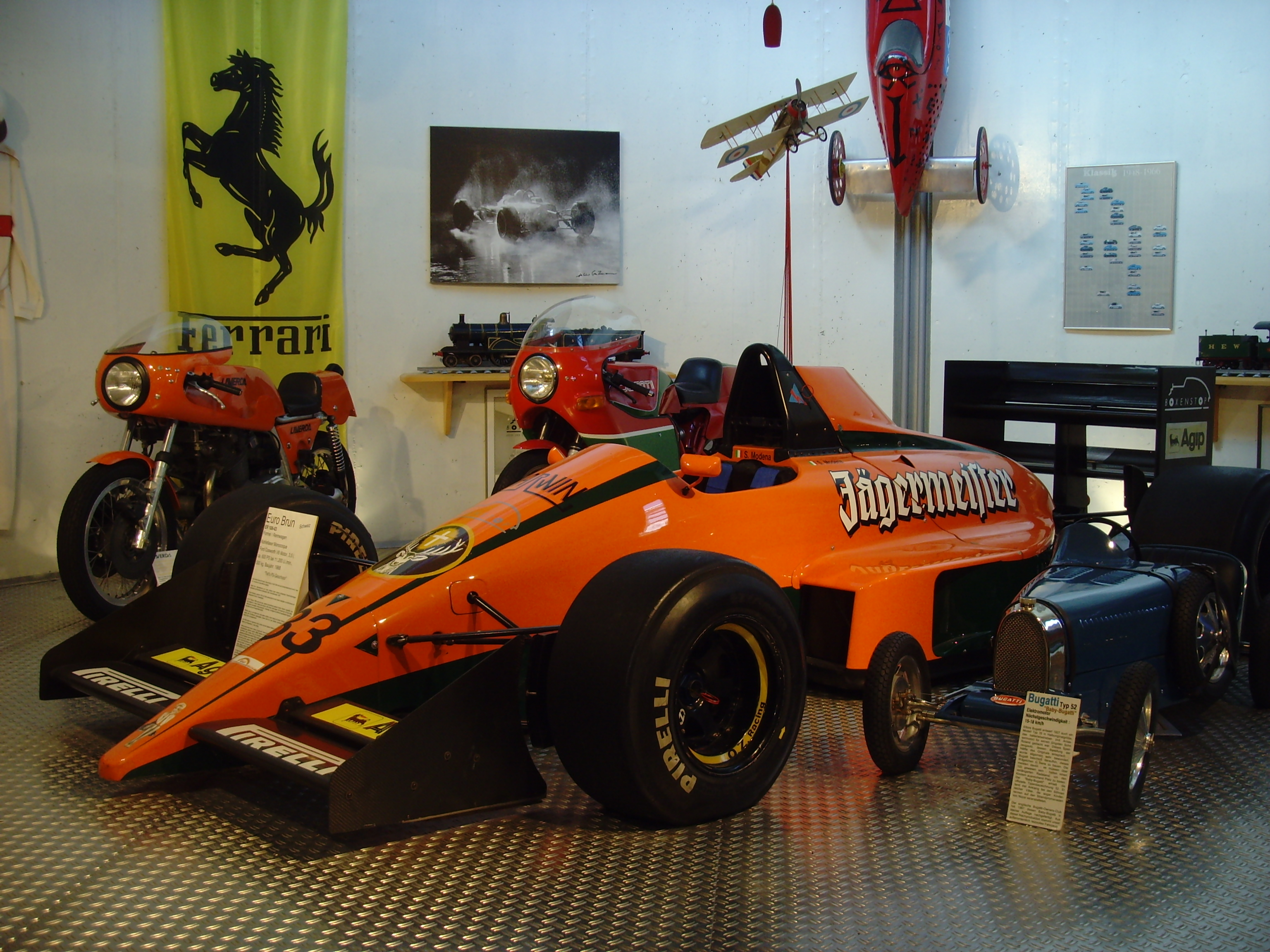
L'Eurobrun ER189 en exposition à Tübingen

L'ER189 fait sa première apparition dans les paddocks du Grand Prix d'Allemagne et se distingue immédiatement de sa devancière grâce à sa nouvelle livrée orange vif à la suite de l'opportun retour du « commanditaire historique de       Walter Brun », le distillateur Jägermeister,. Eurobrun est la dernière équipe à aligner sa nouvelle monoplace aussi tard dans la saison, la Coloni C3 ayant débuté au Grand Prix du Canada et l'AGS JH24 en Grande-Bretagne.
La caractéristique principale de la nouvelle monoplace est une nouvelle suspension avant à poussoirs dont les combinés sont reportés sur l'auvent, solution directement inspirée de la Ferrari 640,. John Barnard déclare alors que le dessin de la monoplace prouve que George Ryton a quitté son emploi chez Guildford Technical Office, l'antenne technique de Ferrari qu'il dirige, en emportant avec lui des études aérodynamiques,.
Ryton ne semble pas s'être uniquement inspiré de la Ferrari mais également de la McLaren MP4/5 en ce qui concerne la forme du capot moteur. Pour le reste, il s'agit d'une monoplace très conventionnelle réalisée en tenant compte des faibles moyens financiers mis à disposition,.
La monoplace est recalée au contrôle technique des commissaires de course car les patins fixés sur son fond plat font saillie, ce qui contrevient au règlement technique, mais est rapidement mise en conformité pour permettre à Gregor Foitek de disputer les essais. Le budget serré de l'équipe n'a permis de ne produire qu'une seule nouvelle monoplace, le « mulet », (la monoplace de secours) restant une ER188B.

### Engagement lors de la seconde partie de la saison 1989
Sur le circuit d'Hockenheim, pour les débuts de la nouvelle monoplace, après les premiers essais libres, on constate que les pneumatiques Goodyear de qualification ne tiennent qu'un tour alors que les Pirelli permettent aux pilotes d'effectuer plusieurs tours sans chute de performance. Alors que les « pilotes Goodyear » n'ont pas le droit à l'erreur en qualification, les « pilotes Pirelli », dont Eurobrun, peuvent ainsi accroître leurs chances en qualification. Pourtant, alors que la plupart des directeurs des écuries qui utilisent les pneumatiques italiens signalent aux commissaires de course qu'ils sélectionnent plusieurs trains de qualification, Eurobrun ne sélectionne qu'un seul train de pneumatiques de qualification : Foitek réalise le trente-septième temps des préqualifications et ne peut prétendre à prendre part à la course.
Foitek se classe à la même position lors du Grand Prix de Hongrie et Walter Brun commence à envisager un retrait de la Formule 1 pour recentrer ses activités vers le championnat de voitures de sport.
Pour préparer le Grand Prix de Belgique, l'équipe effectue une séance d'essais privés sur le circuit de Monza, en Italie car Foitek a déclaré à ses ingénieurs que le nouveau châssis « ne marche pas du tout » et que la monoplace est « catastrophique »,. Eurobrun décide alors de participer au Grand Prix de Belgique avec l'ER188B et Foitek manque à nouveau sa préqualification,.
Foitek rompt alors son contrat et n'est pas présent au Grand Prix suivant, en Italie. Oscar Larrauri fait alors son retour en Formule 1, au volant de l'ER189. Le directeur technique et sportif Pier Luigi Corbari fait porter tous les maux sur son ancien pilote et dédouane ses ingénieurs : « L'ER189 marche très bien. Contrairement à ce qu'on pouvait penser, il n'y avait pas de « loup », mais simplement un manque de mise au point compréhensible compte tenu de l'inexpérience de Foitek,. » Pour autant, les ingénieurs ont procédé à l'installation d'un nouvel arceau de sécurité derrière le pilote, plus haut pour augmenter la sécurité, mais également de section plus grande, ce qui contribue à une rigidification de l'ensemble du châssis et ont également installé le train arrière de l'ancienne ER188B sur le nouveau châssis.
Larrauri ne réussit pas à s'extraire des préqualifications, réalisant le plus mauvais temps de la séance. Aucun progrès n'est réalisé lors de la fin de la saison européenne : Larrauri manque sa préqualification au Grand Prix du Portugal, et en Espagne,,.
Pour ajouter aux difficultés d'Eurobrun, Jägermeister cesse son soutien à l'équipe pour les deux dernières courses de la saison et la monoplace est entièrement repeinte en noir, sans aucun commanditaire, pour disputer les épreuves de clôture au Japon et en Australie où Larrauri ne parvient pas à se préqualifier.

### Engagement hors-championnat du monde
Les 2 et 3 décembre 1989, l'ER189 est engagée au Trofeo Indoor di Formula 1, une épreuve d'exhibition organisée en marge du Motor Show de Bologne, une exposition internationale reconnue par l'Organisation internationale des constructeurs automobiles qui se tient dans les salons de la foire de Bologne. Bien que l'épreuve soit baptisée indoor, la piste, d'une longueur de 1 299 mètres, est située à l'extérieur des locaux de l'exposition. Seules des écuries italiennes prennent part à la deuxième édition de cette « compétition-spectacle » qui leur permet de se présenter devant leur public national et est un moyen pour les directeurs d'écurie de nouer des contacts avec d'éventuels partenaires financiers pour compléter leur budget pour la saison à venir.
La Scuderia Minardi engage deux monoplaces M189 confiées à ses pilotes titulaires en championnat du monde, Pierluigi Martini et Luis Pérez-Sala,. Osella, qui s'est séparé de ses titulaires, confie deux FA1M à Enrico Bertaggia, qui pilotait cette saison pour Coloni et Andrea Chiesa, pilote en Formule 3000. Scuderia Italia engage, sur Dallara 189, son titulaire Andrea De Cesaris. Coloni confie sa FC189 à son ancien pilote titulaire Pierre-Henri Raphanel. Eurobrun, qui s'est séparée de ses deux pilotes à l'issue de la saison régulière, fait appel à Claudio Langes, qui n'a encore jamais piloté de monoplace de Formule 1 mais courait en Formule 3000.
Lors des essais libres, Langes réalise le cinquième temps, en 54 s 03, à deux secondes du meilleur temps d'Andrea De Cesaris. La compétition comporte trois manches. Claudio Langes, opposé à Enrico Bertaggia, s'incline dès le premier tour.

## Résultats en championnat du monde de Formule 1
| Saison | Écurie          | Moteur     | Pneumatiques | Pilotes        | Courses | Courses | Courses | Courses | Courses | Courses | Courses | Courses | Courses | Courses | Courses | Courses | Courses | Courses | Courses | Courses | Points inscrits | Classement |
| Saison | Écurie          | Moteur     | Pneumatiques | Pilotes        | 1       | 2       | 3       | 4       | 5       | 6       | 7       | 8       | 9       | 10      | 11      | 12      | 13      | 14      | 15      | 16      | Points inscrits | Classement |
| ------ | --------------- | ---------- | ------------ | -------------- | ------- | ------- | ------- | ------- | ------- | ------- | ------- | ------- | ------- | ------- | ------- | ------- | ------- | ------- | ------- | ------- | --------------- | ---------- |
| 1989   | Eurobrun Racing | Judd CV V8 | Pirelli      |                | BRÉ     | SMR     | MON     | MEX     | USA     | CAN     | FRA     | GBR     | ALL     | HON     | BEL     | ITA     | POR     | ESP     | JAP     | AUS     | 0               | 20e        |
| 1989   | Eurobrun Racing | Judd CV V8 | Pirelli      | Gregor Foitek  |         |         |         |         |         |         |         |         | Npq     | Npq     |         |         |         |         |         |         | 0               | 20e        |
| 1989   | Eurobrun Racing | Judd CV V8 | Pirelli      | Oscar Larrauri |         |         |         |         |         |         |         |         |         |         |         | Npq     | Npq     | Npq     | Npq     | Npq     | 0               | 20e        |

Légende : ici 

## Résultats duTrofeo Indoor di Formula 1
|  | Quarts de finale | Quarts de finale      | Quarts de finale  |                   |                  | Demi-finales      | Demi-finales | Demi-finales |  |                  | Finale          | Finale | Finale    | Finale |
|  |                  |                       |                   |                   |                  |                   |              |              |  |                  |                 |        |           |        |
|  | Scuderia Minardi | Luis Pérez-Sala       | vainqueur         |                   |                  |                   |              |              |  |                  |                 |        |           |        |
|  | Coloni           | Pierre-Henri Raphanel | éliminé           |                   |                  |                   |              |              |  |                  |                 |        |           |        |
|  | Coloni           | Pierre-Henri Raphanel | éliminé           |                   | Scuderia Italia  | Andrea De Cesaris | éliminé      |              |  |                  |                 |        |           |        |
|  |                  |                       |                   |                   | Scuderia Italia  | Andrea De Cesaris | éliminé      |              |  |                  |                 |        |           |        |
|  |                  | Scuderia Minardi      | Luis Pérez-Sala   | vainqueur         |                  |                   |              |              |  |                  |                 |        |           |        |
|  | Osella           | Scuderia Minardi      | Luis Pérez-Sala   | vainqueur         | Enrico Bertaggia | vainqueur         |              |              |  |                  |                 |        |           |        |
|  | Osella           |                       |                   |                   | Enrico Bertaggia | vainqueur         |              |              |  |                  |                 |        |           |        |
|  | Eurobrun Racing  | Claudio Langes        | éliminé           |                   |                  |                   |              |              |  |                  |                 |        |           |        |
|  | Eurobrun Racing  | Claudio Langes        | éliminé           |                   |                  |                   |              |              |  | Scuderia Minardi | Luis Pérez-Sala |        | vainqueur |        |
|  |                  |                       |                   |                   |                  |                   |              |              |  | Scuderia Minardi | Luis Pérez-Sala |        | vainqueur |        |
|  |                  | Scuderia Minardi      | Pierluigi Martini |                   | finaliste        |                   |              |              |  |                  |                 |        |           |        |
|  | Scuderia Minardi | Scuderia Minardi      | Pierluigi Martini | Pierluigi Martini | finaliste        | vainqueur         |              |              |  |                  |                 |        |           |        |
|  | Scuderia Minardi |                       |                   | Pierluigi Martini |                  | vainqueur         |              |              |  |                  |                 |        |           |        |
|  | Osella           | Andrea Chiesa         | éliminé           |                   |                  |                   |              |              |  |                  |                 |        |           |        |
|  | Osella           | Andrea Chiesa         | éliminé           |                   | Osella           | Enrico Bertaggia  | éliminé      |              |  |                  |                 |        |           |        |
|  |                  |                       |                   |                   | Osella           | Enrico Bertaggia  | éliminé      |              |  |                  |                 |        |           |        |
|  |                  |                       | Scuderia Minardi  | Pierluigi Martini | vainqueur        |                   |              |              |  |                  |                 |        |           |        |
|  |                  |                       |                   | Pierluigi Martini | vainqueur        |                   |              |              |  |                  |                 |        |           |        |
|  |                  |                       |                   |                   |                  |                   |              |              |  |                  |                 |        |           |        |
|  |                  |                       |                   |                   |                  |                   |              |              |  |                  |                 |        |           |        |